# Nealcidion murinum
Nealcidion murinum là một loài bọ cánh cứng trong họ Cerambycidae.